# Sabuli (Metinaro)
Sabuli ist ein Ortsteil des osttimoresischen Ortes Metinaro im Verwaltungsamt Metinaro (Gemeinde Dili).

## Geographie

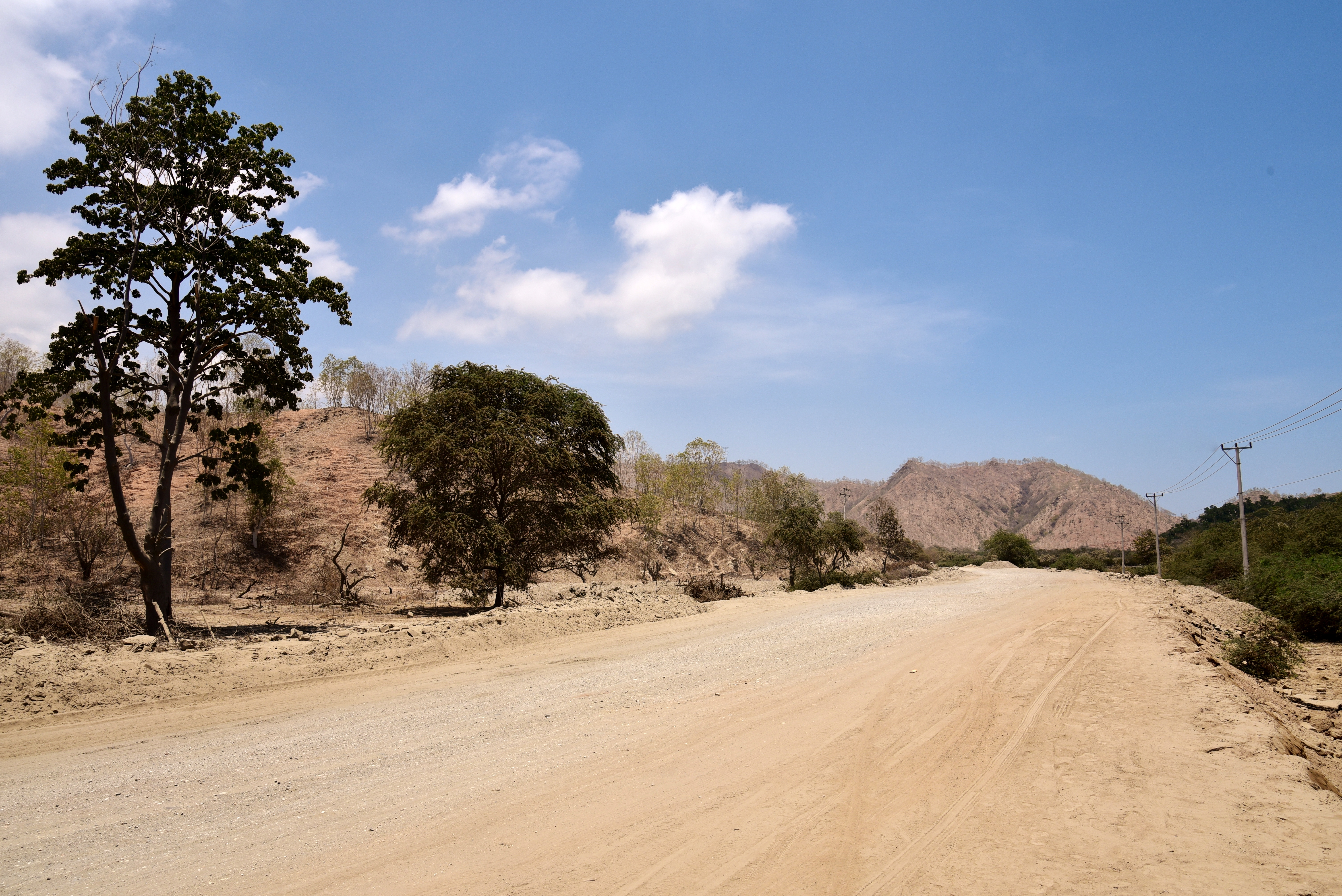
Die Überlandstraße stadtauswärts in Richtung Westen nach Dili

Sabuli liegt im Westen des Ortes Metinaro in der Aldeia Behauc des Sucos Sabuli, nördlich der Überlandstraße von der Landeshauptstadt Dili nach Manatuto. Im Osten, jenseits des temporären Flusses Lobain schließen sich die Ortsteile die Ortsteile Kabura und Sukaerlaran an, die zur Aldeia Sabuli gehören. Der Lobain führt nur in der Regenzeit Wasser.